# Ratri
Ratri (sankr. rātri - noc) – w mitologii indyjskiej dobrotliwa bogini wedyjska będąca personifikacją nocy, a w szczególności jej końca tuż przed nadejściem świtu. Opisywano ją jako boginię jaśniejącą, o oczach-gwiazdach. Przynosi ludziom, zwierzętom i ptakom ukojenie. Swym gwieździstym blaskiem przepędza ciemności i bezpiecznie przeprowadza przez mrok. Chroni swych czcicieli przed wilkami, demonami i złodziejami.
W hymnach Rygwedy czczono ją (m.in.) takimi słowami:
hymn 127 (fragment):
Noc już nadchodzi i spogląda
Tysiącem oczu naokoło
Bogini, strojna klejnotami
Napełnia przestrzeń, nieśmiertelna
Zalewa góry i doliny,
Poświatą gwiazd ciemności razi.
Zorzę swą siostrę zastąpiła
Bogini cicho stąpająca
I rozpostarła mrok dokoła.
Ty jesteś naszą, gdy przychodzisz,
Idziemy wszyscy na spoczynek
Jak ptaki do swych gniazd na drzewa.
(tłum. Franciszek Michalski, Hymny Rigwedy (1971), Ossolineum)
Podobne opisy Nocy pojawiały się także w późniejszej poezji sanskryckiej:
Magha (poeta pochodzący z Gudźaratu), Śiśupālavadha ("Zabicie Śiśupali") VII w. n.e. (fragm.)
Patrz, gwiazdami na dalach niebieskich noc pisze
poemat na chwałę ciemności.
Litery kredowe to mroczne sklepienie rozjaśniły,
jak blaskiem klejnotów.
(tłum. Franciszek Michalski)
Zobacz też: Wedy, Uszas